# Buttigliera d’Asti
Buttigliera d’Asti (piemontiul: Butijera d'Ast) település Olaszországban, Piemont régióban, Asti megyében. Lakosainak száma 2532 fő (2023. január 1.). Buttigliera d’Asti Capriglio, Castelnuovo Don Bosco, Montafia, Moriondo Torinese, Riva presso Chieri és Villanova d’Asti községekkel határos.

## Népesség
A település népességének változása:
| Lakosok száma | 2598 | 2564 | 2532 |
|               | 2017 | 2018 | 2023 |